# Cardioglossa alsco
Cardioglossa alsco es una especie de anfibios de la familia Arthroleptidae.
Es endémica de Camerún.
Sus hábitats naturales son montanos tropicales o subtropicales secos y ríos.
Está amenazada de extinción por la pérdida de su hábitat natural.